# 가이간지역
가이간지역(일본어: 海岸寺駅 카이간지에키[*])은 일본 가가와현 나카타도군 다도쓰정에 있는 시코쿠 여객철도 요산선의 역이다. 역 번호는 Y13이며, 섬식 승강장 1면 2선을 가진 지상역이자 무인역이다.

## 타는 곳
| 1 · 2 | ■ 요산 선 | (상행) | 다도쓰 · 마루가메 · 다카마쓰 방면 |
| 1 · 2 | ■ 요산 선 | (하행) | 다쿠마 · 간온지 방면              |

## 이용 현황
| 연도     | 하루 평균 승차 인원 |
| 2008년도 | 103명               |
| 2009년도 | 87명                |
| -------- | ------------------- |

## 역 주변
- 가이간지
- 가이간지 해수욕장
- 가가와 현 농업협동조합

## 인접 정차역
| 시코쿠 여객철도 요산선    | 시코쿠 여객철도 요산선       | 시코쿠 여객철도 요산선          |
| ------------------------- | ---------------------------- | ------------------------------- |
| Y 12 다도쓰 다카마쓰 방면 | 특급 · 쾌속 '선 포트' · 보통 | 쓰시마노미야 (임) 마쓰야마 방면 |